# 8 Korpus Piechoty
8 Korpus Piechoty (8 KP) – związek operacyjno-taktyczny Sił Zbrojnych PRL.

## Formowanie
Korpus sformowano wiosną w 1951 w ramach realizacji Planu rozbudowy WP w latach 1951–1952. Był to korpus typu B zaliczany do jednostek II rzutu operacyjnego. W jego składzie znajdowały się trzy dywizje piechoty typu B „konna mała” posiadające po 3,5 tys. żołnierzy każda. Korpus wchodził w skład Warszawskiego Okręgu Wojskowego. W 1952 korpus przemianowano na 8 Korpus Armijny (typu B)

## Struktura organizacyjna
- Dowództwo i sztab korpusu (Olsztyn)
- 15 Dywizja Piechoty (Olsztyn)
- 18 Dywizja Piechoty (jedynie w pierwszej fazie formowana)[2]
- 21 Dywizja Piechoty (Lidzbark Warmiński)
- 22 Dywizja Piechoty (Giżycko)
- 139 pułk artylerii ciężkiej - Olsztyn
- 50 batalion łączności - Olsztyn
- 61 batalion saperów - Olsztyn

Korpus liczył 11493 żołnierzy. Uzbrojenie stanowiło: 36 dział samobieżnych, 60 armat przeciwpancernych, 182 działa polowe, 165 moździerzy i 36 armat przeciwlotniczych.